# Cosoleto
Cosoleto község (comune) Calabria régiójában, Reggio Calabria megyében.

## Fekvése
A település az Aspromonte Nemzeti Park területén fekszik. Határai: Africo, Delianuova, Oppido Mamertina, Roghudi, Samo, San Luca, San Procopio, Santa Cristina d’Aspromonte, Scido és Sinopoli.

## Története
A település első említése 1467-ből származik, amikor I. Aragóniai Ferdinánd király a Clever családnak ajándékozta. Az 1783-as calabriai földrengés során a település építményeinek nagy része elpusztult, így a kastélya is. A 19. században nyerte el önállóságát, amikor a Nápolyi Királyságban felszámolták a feudalizmust.

## Népessége
A népesség számának alakulása

## Főbb látnivalói
- San Rocco-templom
- Santa Maria delle Grazie-templom
- Santa Domenica-templom